# Aquarius Plateau
Het Aquarius Plateau is een plateau in Garfield County en Wayne County in Utah. Het is het hoogste deel van het Grand Staircase en Colorado Plateau in de Verenigde Staten.
Het plateau bevat Boulder Mountain van 3449 m en heeft meer dan 200 km² heuvelachtig terrein boven de 3350 m. Het is een deel van het Dixie National Forest.